# Big Choice
Big Choice is het tweede studioalbum van de Amerikaanse punkband Face to Face. Het werd oorspronkelijk uitgegeven door Victory Music in 1995, en werd hetzelfde jaar nog heruitgegeven door A&M Records. Het album werd op 16 december 2016 heruitgegeven door het punklabel Fat Wreck Chords.

## Nummers
1. "Struggle" - 3:07
2. "I Know You Well" - 2:42
3. "Sensible" - 2:58
4. "A-OK" - 2:57
5. "You Lied" - 3:27
6. "Promises" - 3:15
7. "Big Choice" - 3:24
8. "It's Not Over" - 2:26
9. "Velocity" - 3:17
10. "Debt" - 2:19
11. "Late" - 3:37

### A&M Records bonustracks
1. (Geen titel) - 1:16
2. "Disconnected" - 3:20
3. "Bikeage" (bonustrack, cover van Descendents) - 2:09

### Fat Wreck Chords bonustracks
1. "Disconnected" - 3:20
2. "Bikeage" (cover van Descendents) - 2:09
3. "I Used to Think" - 3:04
4. "Not Enough" - 2:53

## Band
- Trever Keith - gitaar, zang
- Chad Yaro - gitaar, zang
- Matt Riddle - basgitaar, zang
- Rob Kurth - drums, zang